# Amanethes
Amanethes è il nono album del gruppo musicale gothic metal Tiamat uscito nel 2008.

## Tracce
1. The Temple Of The Crescent Moon – 5:33
2. Equinox Of The Gods – 4:35
3. Until The Hellhounds Sleep Again – 4:07
4. Will They Come? – 5:13
5. Lucienne – 4:41
6. Summertime Is Gone – 3:53
7. Katarraktis Apo Aima – 2:43
8. Raining Dead Angels – 4:18
9. Misantropolis – 4:13
10. Amanitis – 3:21
11. Meliae – 6:11
12. Via Dolorosa – 4:05
13. Cricles – 3:45
14. Amanes – 5:30

## Formazione
- Johan Edlund - voce, chitarra
- Thomas Wyreson - chitarra, voce, tastiere
- Anders Iwers - basso
- Lars Sköld - batteria